# Route nationale 795
Pour les articles homonymes, voir Route 795.
La route nationale 795 ou RN 795 était une route nationale française reliant Dol-de-Bretagne à Tinténiac. À la suite de la réforme de 1972, elle a été déclassée en RD 795.

## Ancien tracé de Dol-de-Bretagne à Tinténiac (D 795)
- Dol-de-Bretagne
- Combourg
- Tinténiac